# × Triticosecale
Il triticale (× Triticosecale Wittm. ex A.Camus, 1927) è un ibrido artificiale intergenerico ottenuto dall'incrocio tra specie dei generi  Secale e Triticum. Creato alla fine del XIX secolo, solo ultimamente coltivato su larga scala. Associa la resistenza al freddo della segale e l'attitudine alla panificazione del frumento; risulta una valida alternativa alla segale, per quanto riguarda le condizioni climatiche, e al frumento per altitudine e acidità del terreno.
La parola stessa è una fusione delle parole latine Triticum (tritico, frumento) e Secale (segale). Nella fecondazione, il frumento è usato per i cromosomi materni e il polline della segale per quelli paterni. Gli ibridi così ottenuti hanno corredo triploide o pentaploide, e sono sterili: trattati con colchicina, che impedisce la divisione meiotica nei gameti, si ottengono cellule esaploidi o ottaploidi, fertili. Le varietà commercialmente disponibili sono quasi sempre un ibrido F2 (di seconda generazione), ottenuto cioè incrociando due varietà di triticale.
Vi sono diverse varietà di triticale, che possono essere più o meno simili a uno dei genitori. Alcuni cibi a base di triticale possono essere acquistati nei negozi di cibi biologici; anche alcuni prodotti  per la colazione contengono triticale.
Esistono varietà di triticale esaploidi ottenute incrociando il grano duro (Triticum durum) con la segale (Secale cereale) e varietà ottaploidi ottenute incrociando il frumento tenero (Triticum aestivum) con la segale.

## Distribuzione
Anche se il triticale è stato sviluppato inizialmente in Scozia e Svezia, gli attuali produttori principali di triticale sono Germania, Francia, Polonia, Australia, Portogallo, Canada, gli USA, la Comunità degli Stati Indipendenti e il Brasile. Nel 2004, secondo la FAO, sono state raccolte 13,7 milioni di tonnellate nel mondo. In particolare, per le sue peculiari caratteristiche viene coltivato nelle pianure interne del Canada.

## Il triticale nella cultura di massa
L'episodio della serie originale di Star Trek Animaletti pericolosi (The Trouble with Tribbles) aveva come tema la protezione di un cereale derivato del triticale, il "quadritriticale", definito dal vulcaniano Spock "un grano ad alto rendimento, un ibrido quadrilobato di frumento e segale a produzione continua". Un episodio successivo di Star Trek - La serie animata trattò invece del "quintotriticale", evoluzione del precedente. Entrambi i cereali sono semplici creazioni di fantasia.